# Guna (district)
Guna is een district van de Indiase staat Madhya Pradesh. Het district telt 976.596 inwoners (2001) en heeft een oppervlakte van 6485 km².
Hoofdstad: Bhopal
Districten: